# Lozove, Simferopol
Lozove (în ucraineană Лозове) este un sat în comuna Dobre din raionul Simferopol, Republica Autonomă Crimeea, Ucraina.

## Demografie
Componența lingvistică a localității Lozove
     Rusă (85,82%)
     Tătară crimeeană (9,99%)
     Ucraineană (4%)
     Alte limbi (0,06%)
Conform recensământului din 2001, majoritatea populației localității Lozove era vorbitoare de rusă (85,82%), existând în minoritate și vorbitori de tătară crimeeană (9,99%) și ucraineană (4%).